# Cloreto de lítio
Cloreto de lítio, fórmula LiCl, comporta-se claramente como um composto iônico típico, apesar do íon Li+ ser muito pequeno. O sal é higroscópico, altamente soluvel em água e polar. Ele é mais soluvel em solventes orgânicos polares, como metanol e acetona do que o cloreto de sódio ou o cloreto de potássio.

## Propriedades químicas
Pode ser usado como fonte de íons cloreto[carece de fontes?]. Com algum outro cloreto solúvel ele irá precipitar[carece de fontes?]. Ele precipita cloretos insolúveis quando adicionado à solução salina de um metal apropriado, como em nitratos[carece de fontes?].
2 LiCl(aq) + Pb(NO3)2(aq) → PbCl2(s) + 2 LiNO3(aq)
O íon lítio age como um ácido de Lewis fraco sobre certas circunstâncias, por exemplo: um mol de cloreto de lítio é capaz de consumir quatro mols de amônia[carece de fontes?].

## Preparação
Cloreto de lítio pode ser preparado facilmente pela reação do hidróxido de lítio ou carbonato de lítio com ácido clorídrico[carece de fontes?]. Pode também ser preparado pela reação altamente exotérmica do lítio metálico com cloro ou cloreto de hidrogênio anidro gasoso[carece de fontes?]. LiCl anidro é preparado a partir de hidratos gentilmente aquecidos sob atmosfera de cloreto de hidrogênio, usado para prevenir a hidrólise[carece de fontes?].
LiOH(aq) + HCl(aq) → LiCl(aq) + H2O(l)
Li2CO3(aq) + 2 HCl(aq) → 2 LiCl(aq) + CO2(g) + H2O(l)
2 Li(s) + Cl2(g) → 2 LiCl(s)
Li(s) + HCl(g) → LiCl(s) + H2(g)

## Usos
O cloreto de lítio é utilizado na produção do Lítio metálico, através da eletrólise do LiCl/KCl fundido a 450 °C (eletrólise ígnea)[carece de fontes?]. Cloreto de lítio também é utilizado como um agente abrasivo do alumínio em peças automotivas[carece de fontes?]. Pode ser usado para aumentar a eficiência da reação de Stille[carece de fontes?]. Suas propriedades dessecantes podem ser usadas para gerar água potável pela absorção da mistura com o ar, que então libera a água potável pelo aquecimento do sal[carece de fontes?]. Por um curto período na década de 40 o cloreto de lítio foi manufaturado com um substituto do sal de cozinha (NaCl), mas seu uso foi proibido depois de efeitos tóxicos do composto serem reconhecidos.

## Precauções
É uma substância irritante[carece de fontes?]. Sua ingestão deve ser evitada. Mesmo doses não tóxicas a curto prazo provocam um tipo de intoxicação acumulativa que é determinada na litemia.